# Volker Hadwich
Volker Hadwich (ur. 23 września 1964 w Magdeburgu) – niemiecki lekkoatleta, który specjalizował się w rzucie oszczepem.
Uczestnik igrzysk olimpijskich, które w 1992 roku odbyły się w hiszpańskiej Barcelonie. W eliminacjach uzyskał wynik 81,10, a w finale 75,28 co ostatecznie dało mu 12. lokatę. Brązowy medalista letniej uniwersjady w Zagrzebiu (1987) z wynikiem 78,82. W 1985 zajął trzecie miejsce w mistrzostwach NRD. Po zjednoczeniu Niemiec w roku 1991 zdobył srebro krajowego czempionatu, a w 1992 złoto. Rekord życiowy: starym modelem oszczepu 84,70 (18 sierpnia 1985, Poczdam); oraz nowym modelem 84,84 (5 września 1989, Macerata).